# Базедов (Лауэнбург)
Базедов (нем. Basedow) — община в Германии, в земле Шлезвиг-Гольштейн.
Входит в состав района Герцогство Лауэнбург. Подчиняется управлению Лютау. Население составляет 717 человек (на 31 декабря 2010 года). Занимает площадь 7,47 км².